# Camponotus argus
Camponotus argus är en myrart som beskrevs av Santschi 1935. Camponotus argus ingår i släktet hästmyror, och familjen myror. Inga underarter finns listade.